# سیارک ۲۳۹۹
سیارک ۲۳۹۹ (به انگلیسی: 2399 Terradas، نامگذاری:1971MA) دو هزار و سیصد و نود و نهمین سیارک کشف شده‌است که در ۱۷ ژوئن ۱۹۷۱ کشف شد.
قدر مطلق سیارک برابر ۱۳٫۲۰ است.